# 78661 Castelfranco
78661 Castelfranco è un asteroide della fascia principale. Scoperto nel 2002, presenta un'orbita caratterizzata da un semiasse maggiore pari a 2,3351559 au e da un'eccentricità di 0,0340258, inclinata di 2,63771° rispetto all'eclittica.
L'asteroide è dedicato a Castelfranco Veneto, comune italiano.